# Asesinato de Juan José Torres
El asesinato de Juan José Torres — dictador boliviano entre 1970 y 1971, instalado en Argentina tras su derrocamiento por un golpe de Estado que acabó colocando a Hugo Banzer en el poder— fue perpetrado en junio de 1976 en el marco del Plan Cóndor.

## Antecedentes
Autodefinido tras asumir la presidencia como «nacionalista y revolucionario», el general Juan José Torres, que llegó al poder tras un levantamiento popular, llevó a cabo como jefe de Estado políticas nacionalizadoras y antiimperialistas (como la nacionalización de la Mina Matilde) recuperando el Estado boliviano recursos mineros e hidrocarburos con alto valor estratégico.
Tras el golpe de Estado en Bolivia de 1971, Torres se exilió en Perú, Chile, y —finalmente— recaló en Argentina, instalándose en Buenos Aires. A pesar de estar advertido de que corría peligro, Torres ponía en duda que Banzer fuera a por él, llegando a declarar a su antiguo subsecretario de Justicia: «conmigo no se va a meter Banzer. Yo no soy comunista ni estoy en la derecha. Soy nacionalista cien por ciento y le voy a sacar las castañas del fuego al enano».
Lo cierto es que en mayo de 1976 el mismo Joaquín Zenteno Anaya, responsable de la captura del Che Guevara en 1967, entonces embajador en París, pero opositor a Banzer y favorable a Torres, fue asesinado igualmente por elementos vinculados al terrorista neofascista Stefano Delle Chiaie.

## Desaparición y asesinato
El 1 de junio de 1976 salió de su domicilio de Buenos Aires donde vivía en condición de refugiado, y, dispuesto a ir a la peluquería, nunca llegó a ella, al ser secuestrado. Su cadáver fue hallado el 2 de junio de 1976 bajo un puente en San Andrés de Giles, a 120 kilómetros de Buenos Aires, con los ojos vendados, 1 balazo en la cabeza y 2 en el cuello.
De acuerdo con una investigación llevada a cabo por Martín Sivak, en la conspiración estuvieron implicados Hugo Banzer, Eduardo Banzer Ojopi, Raúl Tijerina Barrientos y Carlos Mena Burgos. Por otra parte, el agente doble de la Agencia Central de Inteligencia y de la Dirección de Inteligencia Nacional Michael Townley también se adjudicaría posteriormente a los hechos su participación en el asesinato. Después de que el gobierno boliviano de Banzer se negara a aceptar que fuera enterrado en el país andino, los restos de Juan José Torres se trasladaron a México y fueron inhumados en el Panteón Civil de Dolores. Siete años después, en 1983, sus restos fueron repatriados a La Paz.